# Bad Monkey
Bad Monkey (titulada Bad Monkey: negocios turbios en Argentina y Mono malo en España e Hispanoamérica) es una serie de televisión estadounidense de comedia dramática desarrollada y producida por Bill Lawrence, basada en la novela homónima de 2013 escrita por Carl Hiaasen, quien también se desempeñó como productor consultor. La trama incluye elementos de crimen, humor negro, ecologismo, noir y misterio, y está protagonizada por Vince Vaughn en el papel de Andrew Yancy, un exdetective de la policía de Miami caído en desgracia que se ve arrastrado a un mundo de codicia y corrupción en el intento de esclarecer un asesinato. Vaughn está acompañado por un reparto coral integrado por L. Scott Caldwell, Rob Delaney, Meredith Hagner, Natalie Martinez, Alex Moffat, Michelle Monaghan, Ronald Peet y Jodie Turner-Smith, y John Ortiz como estrella invitada especial.
El desarrollo de la serie se remonta a 2017, cuando Lawrence escribió la primera versión del guion y en los años siguientes se interesó «apasionadamente» en el proyecto. A pesar del escepticismo de Hiaasen hacia Hollywood, el autor aceptó la adaptación de su novela, confiando en la capacidad de Lawrence para desarrollar la trama en formato de serie, y valoraba positivamente los anteriores trabajos de este último. Durante el proceso de escritura, ambos se mantuvieron en contacto para intercambiar ideas. La filmación se llevó a cabo en Florida. Dado que la trama se desarrolla en los Cayos de la Florida, Miami y Andros (Bahamas), el autor de la novela consideró fundamental que se rodara en Florida y lo establació como condición para que el proyecto se llevara adelante. La producción reunió a varios artistas, incluyendo al grupo Weezer y al cantante Eddie Vedder, para grabar veintiún versiones de canciones de Tom Petty para la banda sonora. Lawrence eligió a Petty por considerarlo la «personificación de Florida». Los covers se fueron difundiendo a medida que se emitían los episodios y el álbum de la banda sonora se lanzó el 4 de octubre de 2024. Además, la música de la serie incluyó composiciones originales de Waz y Jamie Jackson.
Los primeros dos episodios de la serie se estrenaron el 14 de agosto de 2024 a través de Apple TV+, seguidos por entregas semanales de un episodio. Tras su estreno, se posicionó en el primer puesto de las series con más visualizaciones en streaming y continuó en el número uno hasta alcanzar a ser la serie más vista de ese mes. Al mismo tiempo, recibió elogios de la crítica, que destacó las actuaciones —especialmente la de Vaughn—, la combinación de géneros, la autenticidad de la ambientación y la fidelidad a la novela de Hiaasen. El propio Hiaasen expresó satisfacción con el resultado final de la adaptación. Medios como Rolling Stone y Vulture incluyeron la actuación de Vaughn entre las mejores de la televisión en 2024. En diciembre de 2024, la serie se renovó para una segunda temporada.

## Trama
Andrew Yancy es un exdetective del Departamento de Policía de Miami devenido en inspector de salubridad de restaurantes en los Cayos de la Florida. Se ve arrastrado a un mundo de codicia y corrupción después de que un turista encuentra un brazo amputado mientras pesca. Yancy empieza a sospechar que lo que parece un accidente podría ser en realidad un asesinato, especialmente tras conocer a Eve Stripling, la viuda del hombre del brazo amputado. Aunque ya no es detective, se dispone a investigar el incidente con la ayuda de la médico forense Rosa Campesino y su excompañero Rogelio.
Mientras tanto, en la isla de Andros, en las Bahamas, el joven pescador Neville, dueño de un mono, se enfrenta a otro problema: la choza junto al mar que le dejó su padre, donde planea pasar el resto de sus días, está siendo amenazada por el desarrollo de un complejo turístico. Desesperado, Neville busca la ayuda de «Dragon Queen», una misteriosa practicante de Obeah, con la esperanza de encontrar una solución mágica para salvar su hogar.
A medida que Yancy profundiza en su investigación, la trama de Florida comienza a entrelazarse con la historia de Neville en Andros. Mientras Yancy intenta desentrañar el misterio detrás del brazo amputado, se da cuenta de que las fuerzas que están en juego son más grandes de lo que imaginaba, con intereses poderosos dispuestos a todo para proteger sus secretos. Por otro lado, Neville descubre que su lucha por salvar su hogar se conecta con el oscuro trasfondo del crimen en el que Yancy se ha visto involucrado.

## Reparto

### Principal
- Vince Vaughn como Andrew Yancy, un exdetective convertido en inspector de restaurantes.[28]
- L. Scott Caldwell como Ya-Ya, la abuela de Dragon Queen.[29]
- Rob Delaney como Christopher Grunion, el novio de Eve;[30] y Nick Stripling, la víctima de ahogamiento y esposo de Eve.[31]
- Meredith Hagner como Eve, la esposa de Nick Stripling.[32]
- Natalie Martinez como Rosa Campesino, una médico forense de Miami que ayuda a Yancy.[33]
- Alex Moffat como Evan Shook, un promotor inmobiliario que intenta vender una mansión junto a la propiedad de Yancy.[34]
- Michelle Monaghan como Bonnie Witt, una mujer en un matrimonio abusivo con un pasado secreto.[32]
- Ronald Peet como Neville Stafford, un joven pescador de Andros (Bahamas).[29]
- Jodie Turner-Smith como Dragon Queen/Gracie, una mujer de Andros que practica una religión de la diáspora africana.[32]

### Recurrente
- John Ortiz como Rogelio Burton, un detective de la policía y mejor amigo de Yancy.[35]
- Charlotte Lawrence como Caitlin Stripling, modelo, adicta en recuperación e hijastra de Eve.[29]
- Todd Allen Durkin como el alguacil Sonny Summers, el jefe de Yancy.[36]
- Nina Grollman como Madeline, una joven ingenua, exnovia de Charles Phinney.[37]
- Tom Nowicki como el capitán Keith Fitzpatrick y narrador.[38]
- Lauren Buglioli como Heather, una popular meteoróloga de Miami, conocida por su segmento «Heather with the Weather».[39]
- Victor Turpin como Montenegro, el abogado y amigo cercano de Yancy.[40]
- David St. Louis como «Egg», un matón que trabaja para los Stripling.[36]
- Gizel Jimenez como Mel Campesino, la hermana de Rosa.[41]
- Reese Antoinette como Dawnie, la exnovia de Neville.[42]
- Ashley Nicole Black como Johnna Russell, una agente de la Oficina Estatal de Oklahoma que persigue a Bonnie.[43]
- Gonzalo Menendez como Mendez, un policía corrupto.[44]
- Scott Glenn como Jim Yancy, el padre de Andrew.[44]
- Bob Clendenin como K.J. Claspers, un piloto que trabaja para los Stripling.[45]
- Alex MacNicoll como Cody, un exalumno de Bonnie con quien tuvo relaciones sexuales.[46]
- Anthony Belevtsov como Pestov, un integrante de la mafia rusa.[47]
- Crystal el Mono como Driggs, un mono capuchino macho que acompaña a Neville.[48]

### Invitado
- Zach Braff como Israel «Izzy» O'Peele, un médico estafador y socio de negocios de Nick Stripling.[49]

## Episodios
| N.º | Título                                                        | Dirigido por    | Escrito por                 | Fecha de lanzamiento original |
| --- | ------------------------------------------------------------- | --------------- | --------------------------- | ----------------------------- |
| 1 | «The Floating-Human-Body-Parts Capital of America»            | Marcos Siega    | Bill Lawrence               | 14 de agosto de 2024          |
| Durante una jornada de pesca en los Cayos de la Florida, un grupo de hombres descubre un brazo amputado. Andrew Yancy, un exdetective suspendido por haber agredido al esposo de su amante, recibe la tarea de llevar el brazo a la morgue de Miami. La doctora Rosa Campesino determina que pertenece a Nick Stripling, y Yancy se lo entrega a su viuda, Eve. Sin embargo, Caitlin, la hija de Nick, sospecha que Eve es responsable de su muerte, motivada por el dinero. En un bar, Yancy presencia el asesinato a tiros de Charles Phinney, quien halló el brazo durante la pesca. Mientras tanto, en la isla de Andros, Neville Stafford consulta a la Obeah local, conocida como «Dragon Queen», para que maldiga a los desarrolladores que amenazan con reemplazar su hogar con un complejo turístico. A medida que se entrelazan las historias, se revela que Christopher, el nuevo novio de Eve y responsable del proyecto inmobiliario, fue quien disparó a Phinney.                                                                                          |                                                               |                 |                             |                               |
| 2 | «A Hundred Bucks Says You Won't»                              | Erica Dunton    | Adam Sztykiel y Ellie Knaus | 14 de agosto de 2024          |
| Para su disgusto, Yancy recibe un nuevo trabajo como inspector de restaurantes. Una conversación con Caitlin lleva a Yancy a investigar la casa de Eve junto con Rosa, igualmente sospechosa, donde los dos descubren fragmentos de huesos en el desagüe de la ducha. Después de que su casa es demolida, Neville, creyendo que la maldición de Dragon Queen ha fallado, abandona la isla para ver a su media hermana. Yancy se entera de que su amante Bonnie es en realidad una fugitiva de Oklahoma que huyó después de extorsionar a uno de sus estudiantes para tener sexo a cambio de buenas calificaciones. Dragon Queen le confía a su abuela que el conflicto entre Neville y Christopher pronto arrastrará a mucha gente. |                                                               |                 |                             |                               |
| 3 | «Nobody Said He Was Alvin Einstein»                           | Erica Dunton    | Matt Tarses                 | 21 de agosto de 2024          |
| Yancy y Rosa interrogan a Madeline, la novia de Phinney, y descubren que a su novio le pagaron para enrollar el brazo en el anzuelo. Investigando el antiguo lugar de trabajo de Nick, visitan al Dr. Israel O'Peele, quien les cuenta que una vez trabajó con Nick para estafar a Medicare. Yancy luego regresa al apartamento del médico y lo encuentra muerto de un disparo. Neville regresa a Andros y se enfrenta a Dragon Queen debido al fracaso de su maldición, antes de regalarle a su mono Driggs como muestra de fe. Luego, Neville roba una unidad USB que contiene información sobre el proyecto del resort. Caitlin se enfrenta a Eve, acusándola de asesinar a su padre, pero es detenida por Christopher, quien en realidad es Nick. |                                                               |                 |                             |                               |
| 4 | «Nothing's Wrong With It, I Just Don't Need It Anymore»       | Marcos Siega    | Annie Mebane                | 28 de agosto de 2024          |
| Los flashbacks revelan cómo se conocieron Nick y Eve. Cuando el FBI se enteró de su estafa de Medicare, Nick fingió su muerte haciendo que Israel le amputara el brazo y pagándole a Phinney para que lo encontrara el brazo mientras pescaba. Cuando Phinney e Israel se arriesgaron a exponer el engaño, Nick, siguiendo las órdenes de Eve, los eliminó. Además, se explica cómo Yancy perdió su trabajo de detective en Miami en un intento de exponer al corrupto oficial Mendez y cómo conoció a Bonnie y las razones detrás de la agresión a su esposo. En el presente, Mendez, ahora detective, se entera por la vecina del Dr. O'Peele que esta fue testigo de cómo Yancy salía del apartamento de su vecino el día que lo mataron. Mientras tanto, Yancy, después de darse cuenta de que Nick posiblemente fingió su muerte, es golpeado hasta quedar inconsciente por el propio Nick. |                                                               |                 |                             |                               |
| 5 | «That Damn Arm Is Back»                                       | Marcos Siega    | Brian C. Brown              | 4 de septiembre de 2024       |
| Después de sobrevivir al intento de asesinato, Yancy recupera el teléfono celular extraviado de Nick. Yancy y Rosa se enteran de que ahora es un sospechoso buscado por el asesinato del Dr. O'Peele, lo que los obliga a esconderse en lo de la familia de Rosa. Neville intenta entregar la unidad USB al ayuntamiento, pero es traicionado. Después de que su esposo le cortara los fondos, Bonnie regresa a Key West, donde se encuentra con Cody, el estudiante con el que se había acostado. Usando uno de los dedos del brazo amputado, Yancy logra desbloquear el teléfono de Nick y acompañado de Rosa deduce de qué aeropuerto volará de vuelta a Andros. A pesar de no poder atrapar a los Stripling, Yancy llama a Eve y le revela que Nick no pudo matarlo. |                                                               |                 |                             |                               |
| 6 | «Yo, Would You Tell Ms. Chase I Still Love Her Like Crazy»    | Liz Friedlander | Milla Bell-Hart             | 11 de septiembre de 2024      |
| Al regresar a casa desde la pista de aterrizaje y encontrar a Bonnie y Cody, Yancy los envía a la casa de su padre para que mantengan discreción. Luego se dirige a la casa de Rogelio para hablar pero al llegar es arrestado por un Mendez. Mientras investiga el hangar en busca de pruebas de la inocencia de Yancy, Rosa encuentra a Neville en el avión de Stripling, habiéndose escondido para escapar del guardaespaldas de Stripling, Egg. Sintiéndose culpable por traicionar a su amigo, Rogelio interroga a la vecina de Israel y se entera de que Mendez le había ordenado que omitiera el hecho de que había notado la presencia de Nick en su apartamento el día que mataron al médico, exonerando por el momento a Yancy. Después de amenazar a los Striplings cuando le hacen una oferta inútil por su tierra, Gracie es secuestrada por una figura desconocida. |                                                               |                 |                             |                               |
| 7 | «A Total Cat Person»                                          | Liz Friedlander | Ashley Nicole Black         | 18 de septiembre de 2024      |
| Mediante flashbacks, se revela cómo Gracie se transformó en «Dragon Queen» tras sufrir una decepción amorosa. En el presente, se descubre que los Stripling han secuestrado a Gracie. Eve observa que ambos, los Stripling y Gracie, están dispuestos a hacer lo que sea necesario para conseguir lo que desean, incluso convenciendo a Gracie de que acepte su oferta. Cuando Ya-Ya se entera, a través de un amigo de Gracie, de que la tierra nunca fue cedida legalmente, se enfrenta a su nieta. Gracie, entre lágrimas, admite que ha perdido la fe en su magia y se aleja. Tras presentar al sheriff la evidencia proporcionada por Neville sobre los Stripling, Yancy recupera su puesto como detective, aunque le informan que el FBI no extraditará a Nick en el corto plazo. Después de una emotiva charla con Yancy, Bonnie es arrestada y extraditada de regreso a Oklahoma. En casa, Yancy y Rosa intentan relajarse, pero de repente son rodeados por hombres armados.                                                                                    |                                                               |                 |                             |                               |
| 8 | «The Russian Mob Is Very Active in Key West»                  | Colin Bucksey   | Michael C. Martin           | 25 de septiembre de 2024      |
| A pesar de su arresto, Bonnie es liberada cuando los padres de Cody retiran los cargos en su contra. Al regresar a Florida, quema la casa en venta situada junto a la de Yancy, lo que le lleva a ser arrestada por el incendio. Mientras tanto, Yancy y Rosa idean un plan con Caitlin para que Nick y Eve regresen a Estados Unidos, haciendo que Rosa se haga pasar por una compradora de una propiedad turística. Mientras Yancy y Rosa brindan por su éxito con Neville y su novia Dawnie, los Stripling visitan el bar que Yancy y Rosa frecuentaron ese día y descubren una foto de ellos con su piloto, Claspers. |                                                               |                 |                             |                               |
| 9 | «You Really Don't Want to Kill This Scrumptious Little Puppy» | Sam Jones       | Matt Tarses                 | 2 de octubre de 2024          |
| Eve invita a Rosa a hablar de negocios antes de revelar la foto que resulta en la captura de Rosa por parte de Egg. Gracie informa a Yancy y Neville sobre la situación de Rosa, lo que lleva a Yancy a dirigirse a la mansión de los Stripling. Al llegar, se enfrenta a Nick, quien intenta dispararle. Mientras Yancy intenta recordar a Nick sobre Caitlin y usa a la mascota de Eve como escudo, Neville se acerca por detrás y apuñala a Nick con una caña de pescar. Rosa logra escapar y se reencuentra con Yancy y Neville, quien les informa que deben abandonar la isla, negociando con Claspers para que los transporte. A pesar de las súplicas de Rosa para que regrese con ella, Yancy se queda para intentar capturar a los Stripling. Mientras busca ayuda para Nick, Eve se topa con Gracie. Encarnando de vuelta a Dragon Queen después de un examen de conciencia, Gracie advierte brutalmente a Eve que recibirá lo que se merece. |                                                               |                 |                             |                               |
| 10 | «We're in the Memory-Making Business»                         | Marcos Siega    | Bill Lawrence y Matt Tarses | 9 de octubre de 2024          |
| A pesar de sus amenazas, Gracie encuentra su trágico destino cuando Eve la empala en una rama de un árbol caído. Nick, gravemente herido y sin utilidad, es arrojado al mar por Eve. Mientras Eve se escapa en su yate, Yancy se sumerge y agarra una cuerda amarrada al yate, pero finalmente decide dejarla ir. El cuerpo de Nick es recuperado por Neville, quien le sustrae el reloj con la intención de utilizarlo en la reconstrucción de su casa. Mientras se oculta en Portugal, Eve, después de atragantarse con una zanahoria, cae desde la terraza del hotel y muere. Posteriormente, Yancy recibe una última llamada de Bonnie, quien ha logrado escapar de la prisión. Yancy y Rosa acuerdan poner fin a su relación para que Rosa pueda encontrarse a sí misma. Ya-Ya devuelve a Driggs a Neville y comienza a entrenar a Lulu, la hermana menor de Dawnie, para convertirse en la próxima queen. A pesar de su deseo de establecerse por un tiempo, Yancy no puede evitar su intriga cuando Rogelio le menciona que tiene algo misterioso en su vehículo. |                                                               |                 |                             |                               |

## Producción

### Antecedentes
Bill Lawrence estuvo influenciado por el autor Carl Hiaasen desde que comenzó a leer sus novelas en la adolescencia. Lawrence escribió la primera versión del guion en 2017 e intentó llevar el proyecto adelante durante los siguientes años. Con la idea de realizar Bad Monkey, se llegó a reunir con Jason Sudeikis, antes de que este propusiera la idea de la serie Ted Lasso. El estilo de Bad Monkey era diferente al de los trabajos anteriores de Lawrence y una conversación con Harrison Ford —justo después de que el actor participara en una película de Marvel— incrementó su motivación, al tratarse de un proyecto que le generaba el «miedo» que solía experimentar en el pasado. Convencer al autor de hacer la serie le resultó a Lawrence «la cosa más surrealista del mundo». Hiaasen tenía un «sano escepticismo sobre Hollywood», según Lawrence, y valoró que se tratase de una serie y no de una película, lo que permitió desarrollar la trama. A su vez, Hiaasen era seguidor de las anteriores series de Lawrence, Scrubs y Ted Lasso, y esto ayudó a convencerlo. En el proceso de adaptación al formato televisivo, Lawrence agregó «cinco o seis capítulos» a la historia original, y Hiaasen aprobó las modificaciones. Por ejemplo, Lawrence le dio más espacio a personajes como Eve y Bonnie del que tenían en la novela. Mientras que en el libro Dragon Queen era una señora mayor malvada, para la serie los realizadores crearon un personaje más joven con más matices. Durante la escritura, Lawrence mantuvo al autor informado de cualquier cambio significativo respecto a la novela y, como respuesta, Hiaasen también le proponía ideas.
| No hay exención tributaria, y eso ya lo hace más caro. Hay muchas normas sobre la vida silvestre y lo que se permite hacer. Cada veinte minutos había una tormenta enorme que obligaba a detener la producción. Los animales deambulaban por todas partes. Era complicado, pero a Carl [Hiaasen] le importaba. —Bill Lawrence sobre filmar en Florida. |

Cuando Lawrence escribió el guion, se inspiró en el personaje de James Garner en la serie The Rockford Files. Según el creador, el protagonista debía ser «grande e imponente» y, a veces, «amenazante», «sarcástico y gracioso, pero al mismo tiempo afable y, de todos modos, te gusta y estás de su lado». Debido a esas características, Lawrence consideró que Vince Vaughn era el actor adecuado para interpretar al personaje principal. Hiaasen estuvo inmediatamente de acuerdo con la elección de Vaughn como Yancy. Lawrence y Vaughn se habían conocido en Los Ángeles en una partida de poker en los años 1990, antes de comenzar sus carreras en el mundo del espectáculo. Lawrence le propuso al actor interpretar al protagonista y Vaughn —también seguidor de Hiaasen por su tono poco convencional— se entusiasmó con la idea de que fuese Lawrence quien llevase adelante la serie. Durante la etapa inicial, el actor le enviaba grabaciones a Lawrence interpretando al personaje y este le respondía con sugerencias.
En diciembre de 2018, Doozer Productions, fundada por Lawrence, firmó un contrato general de cinco años con Warner Bros. Television Studios, valorado en ocho cifras. En agosto de 2021, ambos estudios confirmaron que se encargarían del desarrollo de Bad Monkey, de diez episodios, con Vaughn como protagonista y Apple TV+ como distribudora.

### Casting
En diciembre de 2021, se anunció que Michelle Monaghan, Jodie Turner-Smith y Meredith Hagner  eran parte del elenco. Lawrence tuvo la idea de seleccionar a Hagner después de ver su actuación en Search Party, aunque para interpretar un personaje totalmente distinto. En enero de 2022, se añadieron Ana Villafañe, Rob Delaney, Ahmed Elhaj, Arturo Luis Soria y Alex Moffat. En marzo de 2022, Natalie Martinez fue elegida como miembro regular de la serie para reemplazar a Villafañe porque, según Deadline Hollywood, «el personaje había sido escrito con una edad mayor a la que tenía Villafañe, lo que llevó a la decisión de sustituirla». Martinez aceptó el papel por la oportunidad de trabajar con Vaughn, al considerarlo una de las «leyendas vivientes» del género, y valoró poder representar su ascendencia cubana en la pantalla. En abril, se informó que L. Scott Caldwell se unía al reparto y Ronald Peet reemplazaba a Elhaj. Asimismo, Lawrence eligió a Charlotte, su hija, para interpretar a la hijastra de Eve, Caitlin, marcando su debut como actriz. En junio, se anunció que John Ortiz había sido seleccionado para reemplazar a Soria. Después de un casting en Los Ángeles, se seleccionó al actor Tom Nowicki para interpretar al capitán de un barco de pesca de alquiler para turistas. Además, Lawrence le ofreció un papel a Zach Braff, a quien había tenido como protagonista en Scrubs, y este aceptó de inmediato.

### Filmación y posproducción

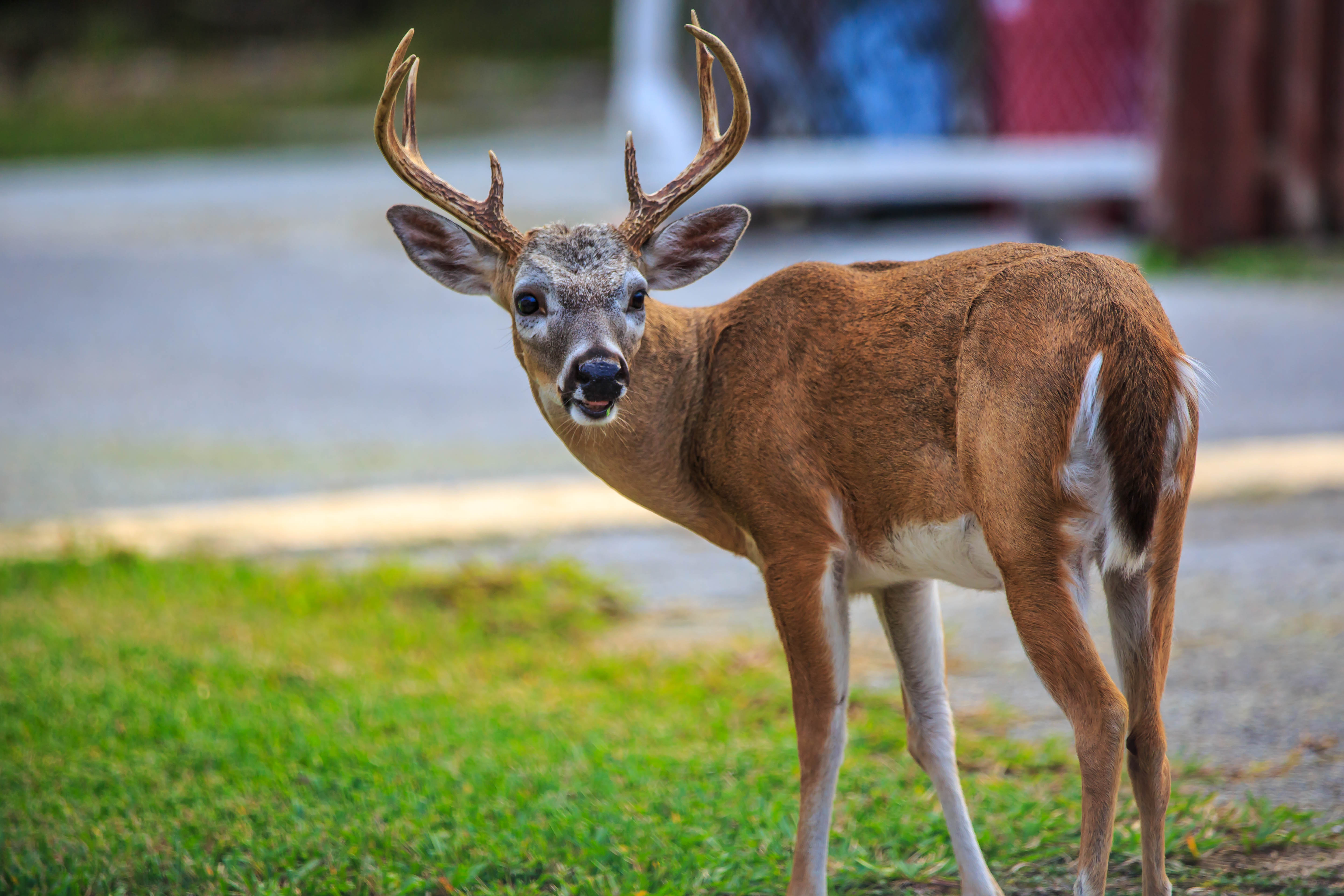
Atípicamente, el rodaje tuvo lugar en Florida, donde a menudo los ciervos de los Cayos y otros animales «invadían» las tomas.

Hiaasen expresó la importancia de filmar en Florida y, para dar su visto bueno a la adaptación de su novela, tenía una condición: el rodaje debía llevarse a cabo en ese estado. El rodaje comenzó en febrero de 2022, en los Cayos de la Florida y Miami. Se filmó completamente en locaciones de Florida del Sur —al igual que la novela—, principalmente en los Cayos, y algunas escenas tuvieron lugar en Miami Beach, Key Biscayne, Doral y Duval Street. Las locaciones de Miami también se utilizaron para filmar las escenas que representaban Andros (Bahamas). Para simular la mansión junto a la casa de Yancy, se construyó una fachada falsa sobre los cimientos de una propiedad en construcción, que, sin embargo, logró «horrorizar» a los vecinos de la zona. La producción construyó el bar «Andre's Fritters» de Andros en el Gramps Getaway, un restaurante ubicado en Key Biscayne (Florida). El típico clima del estado presentó desafíos para la producción, que por momentos fue interrumpida por amenazas de tormenta y por el calor. El ambiente cálido y húmedo obligó a los actores a tomarse pausas para cambiar de vestuario y Meredith Hagner afirmó que se le llegó a «derretir» el maquillaje. Asimismo, la fauna de Florida se hizo presente en la filmación: Lawrence mencionó que el equipo de producción fue invadido «por animales y criaturas de todo tipo», como aves, iguanas y ciervos. Durante una escena acuática, un manatí se unió a Monaghan, y fracuentemente los ciervos se alimentaban de la comida del equipo. La realización de algunas escenas que incluían explosiones estuvo acotada a ciertos intervalos donde no afectaba la vida silvestre. Los cinematógrafos John Brawley y Michael Watson incorporaron elementos visuales propios del cine negro como las luces de neón, usando las luces rojas de las calles de Los Cayos, obligatorias por ley para ayudar a las crías de tortuga marina a llegar al mar. Las actrices Michelle Monaghan y Natalie Martinez consideraron a Florida como un personaje más de la serie. Monaghan opinó que Lawrence se mantuvo fiel a la novela de Hiaasen. «Todas las limitaciones se convirtieron en parte de la serie», dijo Lawrence.
Capturar el tono de la novela de Hiaasen fue un desafío para Lawrence, quien comparó la ambigüedad del género del autor con la obra de Elmore Leonard. Lawrence explicó que los libros de Hiaasen «recorren esa delgada línea entre el pathos criminal, la sátira surrealista y la comedia basada en los personajes». De acuerdo con los miembros de la producción y el reparto, el rodaje tuvo un carácter colaborativo. Natalie Martinez declaró que se incentivó a los actores a incluir elementos propios en sus personajes. El origen cubano de la actriz contribuyó a crear la personalidad, modo de hablar y vestuario de su personaje. En la filmación de sus escenas como médico forense, estuvo presente un especialista para garantizar que su desempeño fuese auténtico. El personaje de Dragon Queen tuvo un desarrollo «redentor» que no tenía en la trama de la novela y Turner-Smith se encargó del maquillaje, cabello y vestuario del personaje. Ronald Peet dijo que tuvo que acostumbrarse a la libertad de desviarse del guion. Lawrence le dejó en claro a los actores que si sentían la necesidad de reír lo hicieran sin reprimirse, lo que, según él, resultó en «risas genuinas» y que algunas escenas tuvieran que ser cortadas antes de tiempo. El creador aclaró que aunque Vaughn se permitió improvisar, lo hacía siempre después de haber grabado las escenas según lo indicado en el guion. Muchas de esas tomas «por diversión» se incluyeron en la serie. Lawrence dijo que Vaughn fue un «mentor y colaborador» con los otros actores. Los miembros del reparto, entre ellos Charlotte Lawrence, Hagner, Braff, Monaghan y Ortiz, elogiaron a Vaughn por su capacidad para la improvisación y el humor. Braff sostuvo que cuando el actor improvisaba, nunca se repetía. Por su parte, Monaghan, quien quería regresar a la comedia, subrrayó la rapídez e inteligencia de Vaughn como intérprete y dijo que este fue su papel más divertido como actriz. Tanto en el libro como en el guion, Driggs atacaba y desfiguraba a «Egg», pero en última instancia los realizadores decidieron eliminar ese incidente de la trama, aunque la serie mantuvo el mismo título que la novela. Lawrence explicó que el mono se comportaba de manera amigable en escenas en las que el guion requería que produjera un sonido agresivo o frunciera el ceño.
Originalmente, la voz en off no era parte de la serie, pero después del montaje, los realizadores consideraron que la historia necesitaba una narración que la enlazara y que debía ser a través de la voz de uno de los personajes. Así, convencieron a Apple de la necesidad de incluir la narración de Tom Nowicki. Lawrence explicó que, sin la narración, faltaba «el lenguaje de Carl Hiaasen» y las descripciones que se podían apreciar en el libro. Hiaasen y Lawrence estuvieron de acuerdo en que muchas de las historias del autor parecían «historias de pesca» y fue por esa razón que eligieron al capitán como narrador y porque la voz grave de Nowicki les recordaba a la voz en off de El gran Lebowski. El actor, que nunca antes había narrado una serie, encontró desafiante el trabajo y el equilibrio de la narración. Nowicki explicó que no podía «presionar demasiado» y sonar «como un payaso», abrumando lo que está sucediendo en la escena, pero tampoco podía relajarse y correr el riesgo de perder la atención de los espectadores. La huelga de actores de 2023 retrasó el montaje de la serie y por momentos el trabajo de Lawrence se dividió entre Bad Monkey y Shrinking.

### Banda sonora

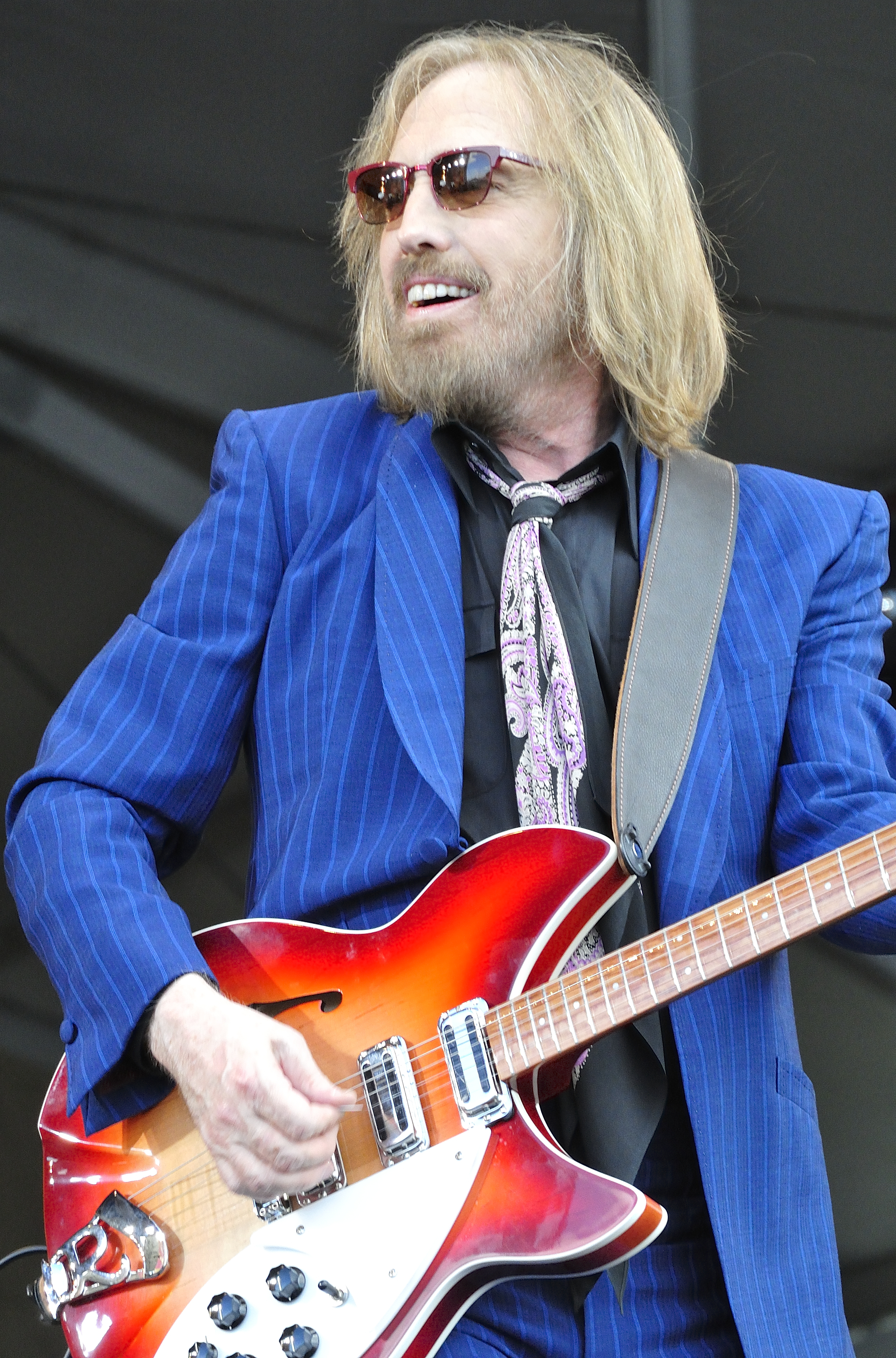
Se grabaron veintiún versiones de canciones de Tom Petty para la banda sonora de la serie.

Bill Lawrence basó la música de la serie en versiones de canciones de Tom Petty por tratarse de su artista favorito y ser representativo de Florida. En un principio, el supervisor musical Tony Von Pervieux consideró grabar diez canciones de Petty, una por episodio; sin embargo, finalmente se grabaron veintiún covers. Entre los artistas seleccionados se encontraban Eddie Vedder, Weezer y Charlotte Lawrence. Von Pervieux contactó a los músicos que mejor de adaptaban al tono de la serie y, al proponerles la idea, les explicó el estilo de cover que deseaba según la escena. De las veintiún agrupaciones a las que les ofreció el trabajo, todas aceptaron. Desde las etapas iniciales, también se mantuvo en contacto con Adria, la hija de Petty, a quien le enviaba los demos de cada canción a medida que se grababan. Lawrence consideró a Petty la «personificación de Florida» y afirmó que incluir sus canciones aportaba «a la sensación de que Florida en sí misma es un personaje».
Cada cover se difundió por internet a medida que se estrenaba cada episodio. La banda sonora también incluye una canción interpretada por el propio Petty, «American Girl», así como temas de otros artistas como ZZ Top y Tom Waits. Como tono de llamada del celular de Yancy se usó la canción «La Grange» de ZZ Top. Además de las versiones de Petty, la música de la serie incorpora una banda sonora original compuesta por Waz y Jamie Jackson, que incluye el tema de apertura, «Main Title Theme». El álbum de la banda sonora, que consta de veintinueve pistas en total, entre versiones y composiciones originales, se lanzó el 4 de octubre a través de HighTower Music.

## Recepción

### Estreno y audiencia
La serie estaba programada para emitirse en 2023, pero la huelga de actores restrasó la posproducción y el estreno. Bad Monkey tuvo un preestreno el 12 de agosto de 2024 en el Billy Wilder Theater en el Museo Hammer de Los Ángeles, ante la presencia del elenco, y el 14 de agosto se estenó en Apple TV+. Los dos primeros episodios estuvieron disponibles de inmediato y el resto se lanzaron semanalmente hasta el 9 de octubre de 2024. Tras su estreno, la serie se posicionó en el primer puesto entre las más vistas en streaming durante esa semana, según las listas de Reelgood y JustWatch. Bad Monkey se mantuvo como el programa más visto durante la semana del 19 al 25 de agosto y continuó en el número uno del 22 al 28 de agosto. De acuerdo con JustWatch, terminó el mes como la serie más vista en streaming. Bad Monkey fue la serie más vista de Apple TV+ durante y poco después de su periodo de transmisión. El sitio Screen Rant adjudicó parte del éxito de Bad Monkey a la decisión de Apple de lanzar un episodio por semana en lugar de todos los episodios simultáneamente, lo que permitió que la serie destacara frente a otras producciones de servicios con más suscriptores, como Netflix y Prime Video. Aun así, el periodista Jake Harris, de Book and Film Globe, lamentó la escasez de recursos que Apple empleó para promocionar la serie.

### Crítica
Tras su debut, la serie recibió reseñas positivas por parte de la crítica cinematográfica y tuvo una recepción positiva por parte del público. Algunos medios la definieron como un «éxito sorpresa» o un sleeper hit. El sitio web de recopilación de reseñas Rotten Tomatoes reportó un índice de aprobación del 93 % y una calificación promedio de 7,1/10, según 71 reseñas de críticos. El consenso del sitio indica: «Una interpretación vibrante de las series de televisión de antaño, Bad Monkey es un buen momento alegre que aprovecha al máximo los encantos habladores de Vince Vaughn». Metacritic, que utiliza un promedio ponderado, le otorgó una puntuación de 74 sobre 100, basado en 32 críticas, indicando «críticas generalmente favorables». Entre los aspectos más destacados por los críticos estuvo la actuación de Vaughn, la mezcla de humor negro y thriller, y la ambientación en Florida. Trevor Talley, del sitio CBR, escribió que Bad Monkey «podría ser el mejor programa nuevo de 2024», mientras que Kay Smythe, de The Daily Caller, la calificó como «la mejor serie del año» hasta ese momento. The Boston Globe la incluyó en el número cinco de las mejores series del año. Haciendo una comparación con la anterior serie del creador Bill Lawrence, IndieWire calificó al personaje de Vaughn como «el Ted Lasso de Florida del Sur». Carl Hiaasen expresó satisfacción con la adaptación de su novela.

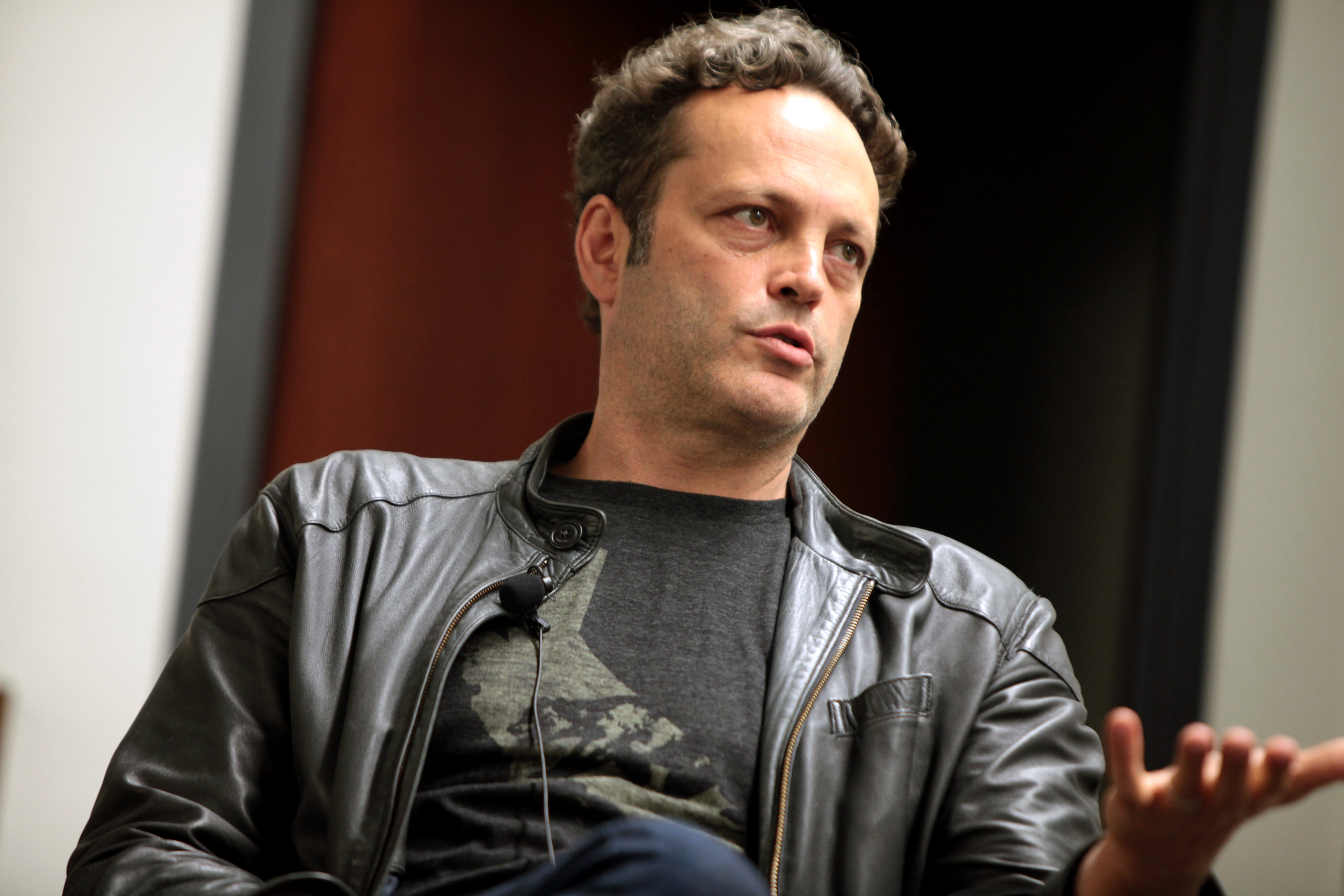
La actuación de Vince Vaughn como el protagonista Andrew Yancy ha sido ampliamente elogiada por la crítica.

Laura Babiak, de The New York Observer, escribió que la serie «tiene un fantástico sentido del humor negro» y «momentos sangrientos que son especialmente memorables». También mencionó que «la petulancia consciente de Vaughn en el papel de Yancy establece un tono magnífico para toda la serie» y destacó la química del actor con el resto del reparto. Alison Herman, de Variety, comentó que el «talento perfeccionado en comedias de situación frívolas» de Lawrence ofrece un nuevo registro en el «mundo del contrabando de drogas, el robo de tierras y el fraude de seguros». Además, notó que Bad Monkey responde las preguntas del público «bastante pronto», lo que consideró una «decisión inteligente», fresca en comparación con la tendencia de retrasar tales revelaciones. En otra reseña positiva, Rebecca Nicholson, de The Guardian, concluyó: «Es divertida, ligera y te dan ganas de irte de vacaciones. Aun así, con Vince Vaughn y toda esa influencia de Apple, podrías esperar algo un poco más mágico». Judy Berman, de Time, comentó que «el drama criminal extremadamente floridano, de comedia negra, constituye una rara desviación para Lawrence del formato de sitcom» y aprobó la decisión de seleccionar a Vaughn para el papel principal, aunque sintió que los diez episodios de la temporada hicieron a la serie «demasiado larga». Haciendo mención a la corrupción de la trama, la música, las locaciones y la novela, el sitio Axios catalogó Bad Monkey como «el programa de televisión más floridano que se haya producido».
En opinión de Jen Chaney, de Vulture, la serie es «una obra noir de Florida» con «una historia inteligentemente escrita y un toque pulp». Del mismo modo, otros medios la calificaron como «noir sudorosa», «noir floridana» o «sunshine noir». Gabriella Paiella, de GQ, sostuvo que «Bad Monkey es una versión refrescante y alocada de un género que ha dominado la televisión desde Columbo» y que Andrew Yancy «no está particularmente atormentado» como el típico detective de televisión. Paiella añadió que lo que diferencia a la serie de otros programas de detectives «más crudos» es su humor, señalando que «es posible que ni siquiera te importe quién hizo qué» y que «a veces la satisfacción es, como un viaje a la playa, simplemente relajarse y disfrutar de una buena onda». Erin Qualey, de Vulture, opinó de manera similar: «Con un elenco estelar, una banda sonora increíble y un montón de momentos de risa a carcajadas, ya parece que este es una serie donde el viaje es el destino». Para Robert Lloyd, de Los Angeles Times, Bad Monkey «se mantiene en gran parte fiel al espíritu genial del autor» y «lo que hace que Bad Monkey sea especial es que no tiene nada de especial». Del mismo modo, Richard Roeper, del Chicago Sun-Times, la definió como una «realización casi perfecta de la novela». En The Washington Examiner, J. Oliver Conroy señaló que la narración de Tom Nowicki «ayuda a inyectar una pizca de la irónica voz de autor de Hiaasen» y el periódico Financial Times opinó que recuerda a la clásica voz en off del cine negro.
La actuación de Vaughn ha sido uno de los elementos con opiniones más favorables de la crítica. Por ejemplo, Kristen Baldwin, de AOL, afirmó que la serie «le da a Vaughn una oportunidad para hacer lo que mejor sabe hacer, aunque con un toque más suave y maduro». La crítica explicó: «En el pasado, Vaughn podría haber rociado todo el diálogo de Yancy con un aire de superioridad, pero aquí sus frases ingeniosas parecen más un beso en la mejilla que una bofetada en la cara». Además añadió que «ha sido divertido redescubrir por qué nos gustaba tanto en un principio». Screen Rant subrayó que, si bien no va «en contra de los que se espera de él», Vaughn «muestra una faceta poco explorada de su talento actoral». Nicola Austin, de Empire, dijo que el actor «rara vez ha estado mejor» y elogió al «entrañable conjunto de personajes excéntricos» interpretados por Monaghan, Delaney y Ortiz, y opinó que Turner-Smith «se roba el show». Erik Kain, de Forbes, consideró a Vaughn «perfecto» para el papel. Alan Sepinwall, de Rolling Stone, también elogió al protagonista diciendo que «hace un buen trabajo utilizando la locuacidad» en una «actuación increíblemente ganadora» y la incluyó entre las diez mejores actuaciones televisivas de 2024. En una reseña para Cracked.com, Tara Ariano escribió: «O Vaughn improvisa de forma hilarante prácticamente todos sus diálogos cómicos en Bad Monkey, o sus guionistas tienen una habilidad extraordinaria para escribir con su voz. Sea como sea, es un placer ver a Vaughn en este papel». Ed Power, de The Irish Times, sugirió que, con este papel, Vaughn podría haber «abierto un nuevo capítulo en su carrera», el sitio CBR indicó que podría tratarse del «mejor papel de su carrera» y Washington Examiner pronosticó que podría ser el comienzo del «renacimiento» del actor.

## Segunda temporada
Lawrence expresó su intención de realizar tres temporadas. Mientras que la secuela, Razor Girl, también está basada en una novela de Hiaasen, la historia de la tercera temporada sería desarrollada únicamente por Lawrence. Vaughn reveló que «definitivamente existiría la posibilidad» de una segunda temporada, pero enfatizó que la primera entrega «realmente funciona como una historia independiente». Después de la emisión del último capítulo, el creador reiteró su intención de realizar otras dos temporadas de Bad Monkey y, aunque solo hay un libro escrito como secuela, podría alentar a Hiaasen a escribir un tercer libro o adaptar otro de sus libros ya existentes añadiendo a Yancy como protagonista. Lawrence mencionó que en el universo ficticio de Hiaasen «los personajes secundarios de un libro son personajes principales en otros libros, y sus personajes en sus historias se cruzan» y que los personajes que sobrevivieron en la primera temporada podrían aparecer en la segunda. Cabe destacar que el creador eligió adaptar Bad Monkey y no otra novela de Hiaasen porque dicha novela ya tenía una secuela escrita. Finalizada la emisión del último episodio, la organización por los derechos de los animales PETA envió una carta al director de Apple, Tim Cook, pidiéndole que la mona Crystal no continuara en la serie en caso de que se renovara para una segunda temporada.
En diciembre de 2024, Apple renovó la serie para una segunda temporada. Aunque se filmarán algunos planos menores en Florida, la producción tendrá lugar en Los Ángeles, y en vez de basarse en Razor Girl como se planeaba en un principio, se tratará de una trama original influenciada por Hiaasen. Bad Monkey cambiará de lugar de rodaje aprovechando un crédito fiscal de veinte millones de dólares de la California Film Commission, como parte del esfuerzo de California por volver a atraer producciones al estado. En mayo de 2025, Vaughn anunció que el rodaje de la serie comenzaría durante ese mismo año y confirmó que las tramas de los primeros cuatro episodios ya habían sido escritas. En relación con las locaciones de filmación, el actor principal indicó que la producción seguiría realizando tomas en exteriores en Florida, mientras que una parte considerable de las escenas de interiores se llevaría a cabo en California. Al mes siguiente, Lawrence confirmó que la producción de la segunda temporada daría inicio a finales de septiembre. Asimismo, se anunció que, en lugar de adaptar Razor Girl, esta nueva entrega presentará una historia original desarrollada en colaboración con Carl Hiaasen, e incluirá el regreso de algunos personajes introducidos en la primera temporada.